# Deep Cuts, Volume 3 (1984–1995)
Skapar Deep Cuts, Volume 3 (1984–1995) är ett samlingsalbum av det brittiska rockbandet Queen, utgivet 2011. Albumet innehåller låtar som gavs ut mellan åren 1984 och 1995.

## Låtlista
| Nr  | Titel                            | Kompositör                   | Längd |
| --- | -------------------------------- | ---------------------------- | ----- |
| 1.  | Made in Heaven                   | Freddie Mercury              | 5:27  |
| 2.  | Machines (Or 'Back to Humans')   | Brian May, Roger Taylor      | 5:07  |
| 3.  | Don't Try So Hard                | Queen (Mercury)              | 3:40  |
| 4.  | Tear It Up                       | May                          | 3:24  |
| 5.  | I Was Born to Love You           | Mercury                      | 4:50  |
| 6.  | A Winter's Tale                  | Queen (Mercury)              | 3:52  |
| 7.  | Ride the Wild Wind               | Queen (Taylor)               | 4:43  |
| 8.  | Bijou                            | Queen (Mercury, May)         | 3:37  |
| 9.  | Was It All Worth It              | Queen (Mercury)              | 5:45  |
| 10. | One Year of Love                 | John Deacon                  | 4:27  |
| 11. | Khashoggi's Ship                 | Queen (Mercury)              | 2:52  |
| 12. | Is This The World We Created...? | Mercury, May                 | 2:12  |
| 13. | The Hitman                       | Queen (Mercury, May, Deacon) | 4:56  |
| 14. | It's A Beautiful Day (Reprise)   | Queen (Mercury)              | 3:21  |
| 15. | Mother Love                      | Mercury, May                 | 4:48  |